# Осипчхон (река, впадает в Японское море у Йондока)
Осипчхон (кор. 오십천?, 五十川?) — река на востоке Южной Кореи. Она берёт начало в горах Чувансан, протекает по территории провинции Кёнсан-Пукто и впадает в Японское море в городе Йондок.
Она является крупнейшей рекой уезда. У её устья расположен порт Йондока — Кангухан (Gangguhang).
Осипчхон — одна из корейских рек, в которые регулярно выпускают мальков кеты, и является популярным местом для рыбной ловли.
Длина реки составляет 55,18 км, территория её бассейна — 874,50 км².